# 黒と金の開かない鍵。
『黒と金の開かない鍵。』（くろときんのあかないかぎ）は、2010年12月4日にlittle cheese（リトルチーズ）より発売されたアダルトゲーム。また、ドラマCD・漫画・トレーディングカード・OVAなどのメディアミックスがなされた。iOS版とAndroid版に移植されている（#iOS/Androidアプリ版参照）。登場人物はヤンデレ設定になっている。

## あらすじ
高校デビューに失敗した少女・片桐奏は一年近く引きこもっていた。そんなある日、彼女は夢の中で誰かに「ほんの少し外に出てみないか」と呼び掛けられる。
その日から、彼女を取り巻く世界は変わっていった。

## システム
今作では選択肢を選びながら物語を進めるシステムのほかに、『ブラックキー』と『ゴールドキー』というシステムがある。
画面左上に表示される『ブラックキー』は、プレイヤーが"黒い感情"を抱いたときにゲージがたまり、右上の『ゴールドキー』はプレイヤーが"良い感情"を抱いたときにゲージがたまる仕組みになっている。
また、特定のルートをクリアすると、プレイヤーはそれぞれのキャラクターの名前のついた『鍵』を入手することができる。

## 登場人物

### メインキャラクター
片桐 奏（かたぎり かなで）
声 - 星咲イリア
身長：155cm、血液型：A型、誕生日：5月20日、星座：牡牛座
主人公。緊張しがちで内向的な性格ゆえに、不登校に陥ってしまった。
真面目な性格だが、弱みを見せそうになると、逃げる癖がある。
ある日夢の中の声に導かれ、引きこもり生活から脱出すべく努力を始めた。
園村 郁人（そのむら いくと）
声 - 十利須我里
身長：165cm、血液型：AB型、誕生日：8月3日、星座：獅子座
奏の義弟。
義姉と正反対の性格で、口が悪く、義姉に対しても嫌味などを言う。
料理を含む家事が得意。
蓮井 智臣（はすい ともおみ）
声 - 木島宇太
身長：172cm、血液型：A型、誕生日：1月26日、星座：水瓶座
謎の美容師。奏の後をつけた挙句、公園で無理やり彼女の髪を切ったため、彼女から変質者扱いされるが
結果的に奏の引きこもり脱却のきっかけを作った人物。
須藤 透央（すどう ゆきお）
声 - 先割れスプーン
身長：168cm、血液型：O型、誕生日：7月1日、星座：蟹座
かつて奏が思いを寄せていた相手だが、以前と印象が変わり、奏を戸惑わせている。
強引に話を持っていくことが多いが、意外と気が利く。
紺野 千紘（こんの ちひろ）
声 - 平井達矢
身長：176cm、血液型：B型、誕生日：2月20日、星座：魚座
奏のクラスの担任で、担当教科は国語。
他の生徒からは恐れられているが、奏のために放課後に一対一で教えるなど面倒見は良い。

### サブキャラクター
白木 琴子（しらき ことこ）
声 - 星川未流来
主人公の親友。おとなしそうな外見に反し、物騒なことを度々口走る。
小峰 竜樹（こみね たつき）
声 - 石川ゆうすけ
奏の級友で、よく彼女をからかう。白木とは犬猿の仲のように見えるが、実際どのような関係なのかはっきりしていない。

## iOS/Androidアプリ版
なるべく低価格で提供するための変更点として、PC版にあるヒロインのボイス・鍵置き場・音楽再生リスト・エンドリストはないが、スチルとエンドリストが合体したり、スチルがシーン再生可能だったり、SSがあるなどのPC版にない要素も加わっている。また、年齢制限の18禁から17禁への仕様変更で、スチル・シナリオ部分が一部PC版と異なる。

## スタッフ
- 企画 - little cheese
- 原画 - 白浜鴎
- 原案・シナリオ - 柚原テイル

## ドラマCD
- 黒と金の開かない鍵。ドラマCD 第1弾＜郁人&透央 編＞（フロンティアワークス、2011年7月29日発売） FFCP-0001
- 黒と金の開かない鍵。ドラマCD 第2弾＜智臣&千紘 編＞（フロンティアワークス、2011年8月12日発売） FFCP-0002
  - コミコミオリジナル特典付き。ジャケットイラストはキャラクターデザインの白浜鴎を描き下ろしカラーイラスト。

## 音楽CD
- 黒と金の開かない鍵。オリジナルサウンドトラック 〜誰もがたどり着けるはずの空へ〜（フロンティアワークス、2011年9月16日発売） FFCP-0011

## 漫画
- 『黒と金の開かない鍵。 〜禁断の扉〜』（2011年7月1日発売） ISBN 978-4-04-727403-7
  - カバーイラスト - 白浜鴎
  - 著者 - 坂本あきら、御子柴トミィ、めろ、ニワ
  - 原作 - little cheese
  - 出版社 - エンターブレイン（B's-LOG COMICS）

## 関連書籍
- 『黒と金の開かない鍵。 公式ビジュアルファンブック -ざわめき-』（宙出版、2011年4月11日発売） ISBN 978-4-7767-9583-4

## OVA
BL系OVAを制作しているPrime Timeの新ブランド、An DerCen（アンデルセン）より発売された。

### スタッフ（OVA）
- 原作 - 「黒と金の開かない鍵。」（little cheese）
- 監督 - 横山広実
- 脚本・構成 - 柚原テイル
- 絵コンテ - 居間仁（1話）、銀輪太郎（2話）
- 演出 - 玉井公子（1話）、ミヒロ（2話）
- キャラクター原案 - 白浜鴎
- キャラクターデザイン・作画監督 - 銀輪太郎
- 色彩設計 - 田中千春
- 音響監督 - 金田一
- BGM - drops-tone
- 編集 - やまもと
- プロデューサー - 山本敏行
- アニメーション制作・製作・発売 - An DerCen

### 各話リスト
| 話数   | サブタイトル         | 脚本       | 絵コンテ | 演出     | 作画監督          | 発売日        |
| ------ | -------------------- | ---------- | -------- | -------- | ----------------- | ------------- |
| 第一話 | 鳥籠の中、微睡む少女 | 柚原テイル | 居間仁   | 玉井公子 | 銀輪太郎          | 2013年2月28日 |
| 第二話 | 解き放たれた想い     | 柚原テイル | 銀輪太郎 | ミヒロ   | 銀輪太郎 高まつ子 | 2013年5月30日 |

## 主題歌
「誰もがたどり着けるはずの空へ」（ゲーム/OVA）
作詞・作曲・歌 - Antistar